# Нургалиев, Болат Кабдылхамитович
Болат Кабдылхамитович Нургалиев (каз. Болат Қабдылхамитұлы Нұрғалиев; р. 25 июля 1951, село Благодатное Эркеншиликского района Акмолинской области Казахской ССР, СССР) — казахстанский дипломат. Генеральный секретарь Шанхайской организации сотрудничества (срок полномочий с 1 января 2007 года по 31 декабря 2009 года).

## Биография
В 1972 году окончил факультет иностранных языков Целиноградского государственного педагогического института им. С. Сейфуллина, Кразнознаменный институт КГБ СССР им. Ю. В. Андропова
- 1972—1973 — работал преподавателем Целиноградского педагогического института.
- 1973—1974 — служба в рядах Вооружённых Сил СССР.
- С 1973 года — находился на работе в системе Министерства обороны.
- с 1980 года — атташе отдела Южной Азии МИД СССР.
- 1981—1985 — атташе посольства СССР в Исламской Республике Пакистан.
- 1990—1992 — атташе, третий секретарь, первый секретарь посольства СССР в Индии.
- 1992—1994 — начальник Управления международной безопасности и контроля над вооружениями МИД Казахстана
- 1994—1996 — заместитель министра иностранных дел Казахстана.
- 1996—2000 — Чрезвычайный и Полномочный Посол Республики Казахстан в США, Канаде и Мексике.
- 2001—2003 — Чрезвычайный и полномочный посол Республики Казахстан в Южной Корее.
- 2003—2006[1] — Чрезвычайный и полномочный посол Республики Казахстан в Японии.
- 2007—2009 — генеральный секретарь Шанхайской организации сотрудничества.
- 2012[2][3]—2014[4] — Чрезвычайный и полномочный посол Республики Казахстан в Государстве Израиль

Отец — Кабдылхамит Нургалиев, полковник КГБ СССР, участник Великой Отечественной войны.

## Награды
- Юбилейная медаль «25 лет независимости Республики Казахстан» (2016)[5]
- 2020 (3 декабря) — Орден «Достык» 2 степени[6]